# Конвой Балікпапан – Трук (03.02.44 – 14.02.44)
Конвой Балікпапан — Трук (03.02.44 — 14.02.44) — японський конвой часів Другої світової війни, проведення якого відбувалось у лютому 1944 року.
Вихідним пунктом конвою був один з головних центрів нафтовидобувної промисловості Південно-Східної Азії Балікпапан, розташований на східному узбережжі острова Борнео. Пунктом призначення став атол Трук у центральній частині Каролінських островів, де до лютого 1944-го була головна база японського ВМФ у Океанії та транспортний хаб, що забезпечував постачання Рабаула (головна передова база в архіпелазі Бісмарка, з якої провадились операції на Соломонових островах та сході Нової Гвінеї). На час проведення конвою через зрослу ворожу перевагу вже ухвалили рішення вивести з Труку основні бойові кораблі Імперського ВМФ, втім, на атолі ще залишались десятки транспортів та численні малі кораблі.
До складу конвою увійшли танкери «Сінкоку-Мару» (Shinkoku Maru) і «Фуджісан-Мару» (за кілька діб до того вони разом прибули з Труку), а також транспорт «Амагісан-Мару», який узяв на борт вантаж авіаційного пального в бочках. Охорону забезпечували есмінці «Сігуре» та «Харусаме».
Загін вийшов із Балікпапану 3 лютого 1944-го, а 10—11 лютого зробив зупинку на атолі Уліті (західні Каролінські острови), де танкери залишили частину вантажу. Поблизу нафтовидобувних регіонів Борнео, в районі західних Каролінських островів (передусім Палау) та Труку традиційно діяли американські підводні човни, проте цього разу перехід пройшов без інцидентів і 14 лютого конвой успішно прибув на Трук.
Втім, уже 17 лютого 1944-го по Труку завдало потужного удару американське авіаносне з'єднання. Унаслідок цього потоплено кілька десятків суден, зокрема «Сінкоку-Мару», «Фуджісан-Мару» та «Амагісан-Мару». «Сігуре» та «Харусаме» зазнали середніх та легких пошкоджень відповідно.